# Dies irae
Dies irae, cioè «il giorno dell'ira [divina]», è una celebre sequenza in lingua latina attribuita a Tommaso da Celano.
Viene considerata una composizione poetica medievale tra le più riuscite. Si riscontra un salto di stile rispetto al latino classico: il ritmo è accentuativo e non quantitativo, e i versi sono rimati con rima baciata (AAA, BBB, CCC) a eccezione delle ultime due strofe. Il metro è trocaico.
La sequenza descrive il giorno del giudizio, l'ultima tromba che raccoglie le anime davanti al trono di Dio, dove i meritevoli saranno salvati e i malvagi condannati al fuoco eterno.
Il Dies irae è anche parte del requiem cioè del rito esequiale previsto dalla messa tridentina. Compare anche nella liturgia delle ore come inno alternativo per l'ultima settimana del tempo ordinario, in una versione riveduta che tiene conto dell'illegittimità dell'identificazione, da parte dell'esegesi medievale, della figura di Maria Maddalena con l'adultera pentita.
L'inno trae probabilmente ispirazione dalla versione latina della Vulgata di Sofonia 1,15-16:
(Bibbia CEI)

## Testo completo
Si riporta di seguito il testo completo e una traduzione semi-poetica. 

Sono orazioni che si possono recitare in qualunque tempo [dell'anno liturgico] per implorare da Dio, oltre le virtù più importanti, il suffragio speciale per tutti i Defunti, commemorando i fatti principali di Gesù Cristo dalla Sua Passione in avanti. Il testo è riportato nel capitolo delle Messe per i defunti, da pronunciarsi al termine della Messa dopo una preghiera a Maria Vergine, secondo l'avvertenza ora citata.
Il testo latino originale è composto da terzine a rima piana (nell'ultima parola di tutti i versi l'accento cade sulla penultima sillaba), con un particolare schema AAA, BBB, CCC, DDD, ecc. 

Nella traduzione italiana semi-poetica, ogni terzina è resa con quattro versi.
Sequenza dei morti

Latino
Dies irae, dies illa,

Solvet saeclum in favilla,

Teste David cum Sibylla.

Quantus tremor est futurus,

Quando judex est venturus,

Cuncta stricte discussurus.

Tuba, mirum spargens sonum,

Per sepulchra regionum,

Coget omnes ante thronum.

Mors stupebit et natura,

Cum resurget creatura,

Judicanti responsura.

Liber scriptus proferetur,

In quo totum continetur,

Unde mundus iudicetur.

Judex ergo cum sedebit,

Quidquid latet apparebit,

Nil inultum remanebit.

Quid sum miser tunc dicturus?

Quem patronum rogaturus,

Cum vix iustus sit securus?

Rex tremendae majestatis,

Qui salvandos salvas gratis,

Salva me, fons pietatis.

Recordare, Jesu pie,

Quod sum causa tuae viae,

Ne me perdas illa die.

Quaerens me, sedisti lassus;

Redemisti crucem passus;

Tantus labor non sit cassus.

 

Iuste judex ultionis,

Donum fac remissionis,

Ante diem rationis.

Ingemisco tamquam reus;

Culpa rubet vultus meus;

Supplicanti parce, Deus.

Qui Mariam absolvisti,

Et latronem exaudisti,

Mihi quoque spem dedisti.

Preces meae non sunt dignae,

Sed tu bonus, fac benigne,

Ne perenni cremer igne.

Inter oves locum praesta,

Et ab haedis me sequestra,

Statuens in parte dextra.

Confutatis maledictis,

Flammis acribus addictis,

Voca me cum benedictis.

Oro supplex et acclinis;

Cor contritum quasi cinis;

Gere curam mei finis.

Lacrimosa dies illa,

Qua resurget ex favilla

Judicandus homo reus;

Huic ergo parce Deus.

Pie Jesu Domine,

Dona eis requiem. Amen.

Italiano
In quel dì che le Sibille,

E Davidde profetàr,

Si vedrà tutto in favìlle

L'universo consumar.

Qual tremor, quale spavento

L'Orbe tutto assalirà 

Quando il Dio del Testamento

Giudicante a lui verrà.

Allo squillo della tromba

Ogni avel si schiuderà,

Onde il corvo e la colomba

Alla valle insieme andrà.

Si vedran Natura e Morte

In un punto istupidir,

Quand'innanzi al Vivo, al Forte

Dovrà ognuno comparir.

Si vedrà nel libro eterno

Il delitto e la virtù,

Onde il Cielo oppur l'Inferno

Avrà l'uom per quel che fu.

Ora, il Giudice sedente

Fra le nuvole del ciel,

Ai secreti d'ogni mente

Toglierà l'antico vel.

Fra l'orror di tanta scena

Qual soccorso implorerò,

Mentre salvo sarà appena

Chi da giusto i dì menò?

Tu che salvi chi s'aggrada,

Re tremendo in maestà,

Mi schiudi al ciel la strada,

Fonte eterno di bontà.

Che per noi prendesti carne 

Ti rammenta, buon Gesù,

Onde allor abbi a salvarne

Dall'eterna schiavitù.

Per me fosti in croce esangue

Tra i dolor da capo a piè;

Il valor di cotanto sangue

Non sia vano allor per me.

Concedimi il perdono,

Giusto giudice ed ultòr,

Pria che a' piedi del tuo trono

Sperimenti il tuo furòr.

Peccator qual io mi veggo,

Copro il volto di rossor:

Tu dunque a me ch'el chièggo,

Dà benigno il tuo favor.

Da te assolta fu Maria,

Per te salvo fu il ladron,

Onde viva in me pur sia

La speranza del perdon.

Le mie preci, Nume eterno,

Non son degne, e chi no 'l sa?

Ma dal fuoco dell'Inferno

Tu mi scampa per pietà.

Ti dai capri mi dividi,

Di cui fìa Satànno il re,

Onde a destra co'i tuoi fidi

Trovi grazia innanzi a Te.

Condannati i maledetti

Alle fiamme ed ai sospìr,

Allor chiama co' dilètti,

Alla gloria dell'Empìr.

Il dolor che in questo seno

Il mio cor di già ammollì,

A pietà ti muova almeno

Nell'estremo de' miei dì.

Lagrimòso quel momento 

Onde l'uomo peccator

Dall'ignìvomo tormento

Andrà innanzi al suo Signor.

Fra l'orror di tanto scempio,

Mostra, Dio, la tua virtù;

E il tuo sangue a pro dell'empio

Tutto impiega, buon Gesù.

## In musica

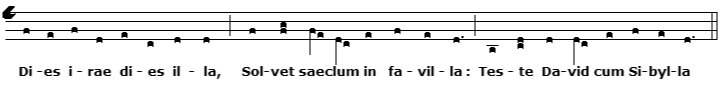
Il Dies irae in canto gregoriano

### Nelle messe di requiem

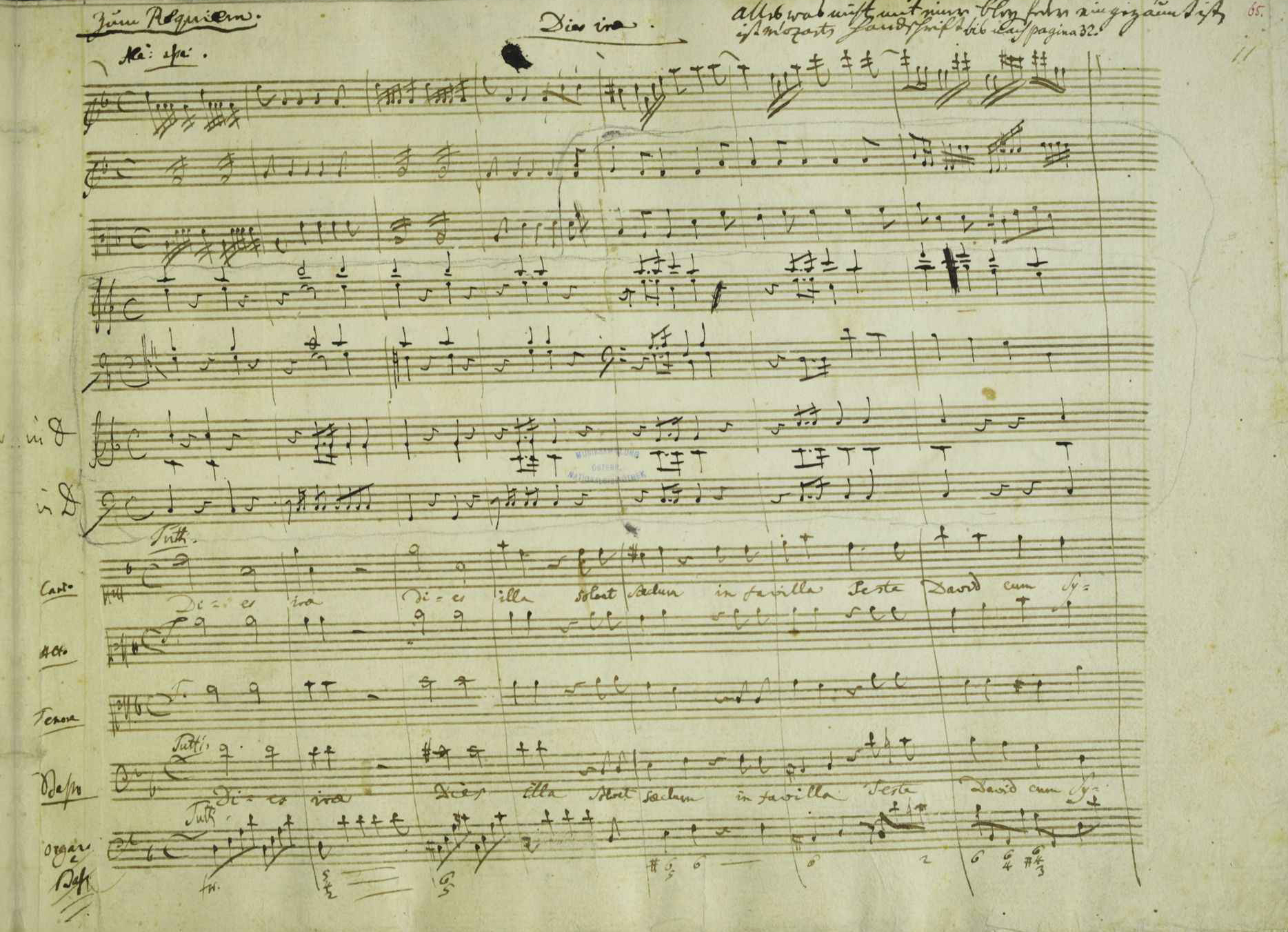
Autografo del Requiem K 626 di Wolfgang Amadeus Mozart: l'inizio del Dies Irae

Celebri musicisti hanno musicato il testo di questa Sequenza nelle loro messe di requiem: degni di nota sono il Dies irae di Mozart, quello di Giuseppe Verdi e quello di Luigi Cherubini. Spesso la terza strofa del Dies Irae costituisce un brano a parte detto Tuba mirum. Altri esempi di Dies Irae si trovano in:
- Hector Berlioz: Grande Messe des Morts, Op. 5
- Heinrich Ignaz Franz Biber: Requiem a 15 in la maggiore (1687?)
- Benjamin Britten: War Requiem (1962)
- Luigi Cherubini: Requiem in do minore
- Tomás Luis de Victoria: Requiem (1605)
- Gaetano Donizetti: Requiem
- Antonín Dvořák: Requiem
- Hans Werner Henze: Requiem
- Wolfgang Amadeus Mozart: Requiem in re minore KV 626
- Osip Antonovič Kozlovskij: Requiem in mi bemolle minore (1798)
- Gabriel Fauré: Requiem, Op. 48
- Ildebrando Pizzetti: Assassinio nella cattedrale, opera lirica. Prima: Milano, Teatro alla Scala, 1º marzo 1958
- Zbigniew Preisner: Requiem for my friend
- Max Reger: Lateinisches Requiem (Fragmento, 1914)
- Giuseppe Verdi: Requiem (1874)
- Bruno Maderna: Requiem (1946)
- Karl Jenkins: Requiem (2005)

### Adattamenti della melodia

#### Nella musica classica
- Hector Berlioz: in Symphonie Fantastique, 5º movimento – Songe d'une nuit de sabbat (1830);
- Luigi Dallapiccola: Canti di prigionia (1941);
- Franz Liszt: in Totentanz, danza macabra per pianoforte e orchestra (1834), intera pièce;
- Charles Henri Valentin Alkan: in Souvenirs: Trois morceaux dans le genre pathétique op. 15, nº3 - Morte (1837);
- Franz Liszt: in Mefisto valzer (1859);
- Gustav Mahler: Sinfonia n. 2, 5° movimento (1895);
- Sergej Rachmaninov: L'isola dei morti, poema sinfonico, (1908);
- Sergej Rachmaninov: Rapsodia su un tema di Paganini (1934);
- Sergej Rachmaninov: Danze sinfoniche, 3° movimento (1940);
- Ottorino Respighi: Impressioni brasiliane - Butantan (1928);
- Ildebrando Pizzetti: Assassinio nella cattedrale, 2° atto (1958);
- Karl Jenkins in Requiem (2005).
- Eugene Ysaye: Sonata Op.27 n.2 in la minore per violino solo; il tema è citato nel primo movimento “Ossessione” e ripetutamente nel quarto “Les Furies”.

#### In altri generi musicali
- Sakis Tolis (χ ξ ς'): Album The Seven Seals of the Apocalypse-(Revelation 5:7), settima traccia Seal 7-(Revelation 8:1-6)-Silence in Heaven
- Rotting Christ: Album The Heretics (15 febbraio 2019), quinta traccia Dies Irae.

- Sting: quale motivo portante dello spettacolo "Giudizio Universale" (2018)
- Sergio Rendine: Poema Mediterraneo
- Angelo Branduardi: colonna sonora per la pièce teatrale per marionette: "Il viaggio incantato" (1989, teatro delle marionette dei Podrecca, Trieste)
- Alan Menken e Stephen Schwartz: colonna sonora del film Il gobbo di Notre Dame (1996);
- I CCCP - Fedeli alla linea, gruppo punk italiano degli anni ottanta, hanno cantato alcuni spezzoni di Dies Irae in versione live reperibile nel CD Live in Punkow del 1996.
- Formula 3: rivisitazione in chiave rock progressive, prima traccia del disco omonimo ("Dies Irae", 1970, Numero Uno);
- Wendy Carlos e Rachel Elkind: The Shining Main Title (1980, LP della colonna sonora del film Shining);
- Jacques Ibert: colonna sonora del film Golgotha (1935)
- Jerry Goldsmith: colonna sonora del film La macchia della paura (The Mephisto Waltz, 1971);
- Basil Poledouris: colonna sonora del film Conan il barbaro (1982), brano The Awakening;
- Jerry Goldsmith: colonna sonora del film Poltergeist - Demoniache presenze (1982), brano Escape from Suburbia;
- Elliot Goldenthal: colonna sonora del film Demolition Man (1993);
- Melvins: Dies Irae, dall'album Nude with Boots (2008)
- Mago De Oz, nel disco Gaia III, lo inseriscono dopo il pezzo di apertura.
- Epica: in The Classical Conspiracy - Live in Miskolc, Hungary, album dal vivo registrato durante il Miskolc Opera Festival in Ungheria il 14 giugno 2008.
- Therion: in The Miskolc Experience, registrazione del concerto tenutosi a Miskolc (Ungheria) il 16 giugno 2007.
- Symphony X: Prelude, dall'album V - The New Mythology Suite.
- Dark Moor: Dies irae (Amadeus), dall'album The Gates of Oblivion.
- Roberto De Simone: Dies irae, dall'album Io narciso io.
- Hans Zimmer: colonna sonora dei film La strada per El Dorado (2000) e Pirati dei Caraibi - Oltre i confini del mare (2011).
- Claver Gold: la traccia introduttiva del suo album Requiem, intitolata Dies Irae, realizzata in collaborazione con Murubutu, vede la recitazione da parte di quest'ultimo delle parole bibliche cui si ispira la composizione medievale.
- Paul Chain, quinta traccia del disco omonimo ("Dies Irae", 1994, Minotauro Records);
- Stephen Sondheim nel musical Sweeney Todd (1979) e nell'adattamento di Tim Burton Sweeney Todd - Il diabolico barbiere di Fleet Street[4]
- Jonathan Larson la cita ne "la vie Bohème" nel musical Rent
- Numerosi richiami sono presenti nella musica e nei testi dei Rhapsody of Fire, soprattutto nei dischi Rain of a Thousand Flames e Power of the Dragonflame.

## Testo e traduzione
| Dies Irae, dies illa solvet saeclum in favilla: teste David cum Sibylla. Quantus tremor est futurus, quando judex est venturus, cuncta stricte discussurus. Tuba, mirum spargens sonum per sepulcra regionum coget omnes ante thronum. Mors stupebit et natura, cum resurget creatura, judicanti responsura. Liber scriptus proferetur, in quo totum continetur, unde mundus iudicetur. Judex ergo cum sedebit, quidquid latet, apparebit: nil inultum remanebit. Quid sum miser tunc dicturus? Quem patronum rogaturus, cum vix justus sit securus? Rex tremendae majestatis, qui salvandos salvas gratis, salva me, fons pietatis. Recordare, Jesu pie, quod sum causa tuae viae ne me perdas illa die. Quaerens me, sedisti lassus, redemisti Crucem passus: tantus labor non sit cassus. Iuste judex ultionis, donum fac remissionis ante diem rationis. Ingemisco, tamquam reus, culpa rubet vultus meus supplicanti parce, Deus. Qui Mariam absolvisti, et latronem exaudisti, mihi quoque spem dedisti. Preces meae non sunt dignae, sed tu bonus fac benigne, ne perenni cremer igne. Inter oves locum praesta, et ab haedis me sequestra, statuens in parte dextra. Confutatis maledictis, flammis acribus addictis, voca me cum benedictis. Oro supplex et acclinis, cor contritum quasi cinis: gere curam mei finis. Lacrimosa dies illa, qua resurget ex favilla Judicandus homo reus. huic ergo parce, Deus: Pie Jesu Domine, dona eis requiem. | Giorno dell'ira, quel giorno che dissolverà il mondo terreno in cenere come annunciato da Davide e dalla Sibilla. Quanto terribile è il futuro quando il giudice è venturo, tutti quanti giudicherà severamente. La tromba diffondendo un suono mirabile tra i sepolcri del mondo spingerà tutti davanti al trono. La Morte e la Natura si stupiranno quando risorgerà ogni creatura per rispondere al giudice. Sarà presentato il libro scritto nel quale è contenuto tutto, dal quale si giudicherà il mondo. E dunque quando il giudice si siederà, ogni cosa nascosta sarà svelata, niente rimarrà invendicato. In quel momento che potrò dire io, misero, chi chiamerò a difendermi, quando a malapena il giusto potrà dirsi al sicuro? Re di tremendo potere, tu che salvi per grazia chi è da salvare, salva me, fonte di pietà. Ricorda, o pio Gesù, che io sono la causa del tuo viaggio; non lasciare che quel giorno io sia perduto. Cercandomi ti sedesti stanco, mi hai redento con il supplizio della Croce: che tanto sforzo non sia vano! Giusto giudice di retribuzione, concedi il dono del perdono prima del giorno della resa dei conti. Comincio a gemere come un colpevole, per la colpa è rosso il mio volto; risparmia chi ti supplica, o Dio. Tu che perdonasti Maria di Magdala, tu che esaudisti il buon ladrone, anche a me hai dato speranza. Le mie preghiere non sono degne; ma tu, buon Dio, con benignità fa' che io non sia arso dal fuoco eterno. Assicurami un posto fra le pecorelle, e tienimi lontano dai caproni, ponendomi alla tua destra. Una volta smascherati i malvagi, condannati alle fiamme feroci, chiamami tra i benedetti. Prego supplice e in ginocchio, il cuore contrito, come ridotto a cenere, prenditi cura del mio destino. Giorno di lacrime, quello, quando risorgerà dalla cenere Il peccatore per essere giudicato. perdonalo, o Dio: Pio Signore Gesù, dona a loro la pace. |